# Nöjesmaskinen
Nöjesmaskinen var ett nöjesprogram i Sveriges Television som brukade sändas på fredagkvällar i TV2 mellan 1982 och 1984. Producenten Monica Eek valde två erfarna journalister som programledare - Sven Melander från Aftonbladet och Stina Lundberg från Dagens Eko. De två programledarna fungerade mycket bra ihop framför kameran och underhöll tittarna med artistintervjuer, musikinslag, sketcher och, framför allt, Ballongdansen och Pingvinerna. 
Tanken var att två par skulle växla i programledarskapet, men Sven och Stina fungerade bra, så det hände inte. Camilla Lundberg skulle vara en i det andra paret.
Ballongdansen var ett inslag från en brittisk TV-show där The Greatest Show on Legs, tre män med helt alldagliga utseenden, dansade omkring nakna med endast några ballonger att skyla sig med. Till slutet av Nöjesmaskinens första säsong gjordes en svensk version med Sven Melander, Lasse Åberg och Bosse Larsson.
Pingvinerna var en reklamfilm för öl från Japan med dansande pingviner som många trodde var skådespelare inuti pingvinkostymer (vilket det också var). Trots att märket inte fanns på den svenska marknaden fick Nöjesmaskinen kritik för att det sände reklam, vilket inte var tillåtet i svensk TV. För inslagen med svenska och internationella artister svarade artistansvarige Lennart Andersson, frilansjournalist och underhållningsspecialist.
Programmet är en av titlarna i boken Tusen svenska klassiker (2009).
Det sista programmet sändes våren 1984. Hösten samma år sändes programmet Glädjehuset som hade ett likartat upplägg men med Agneta Asklöf och Lisa Rennerstedt som programledare.

## Medverkande första säsongen
- 8 oktober 1982 - Hasse Alfredson och Tage Danielsson
- 15 oktober 1982 - Agnetha Fältskog, Tomas Ledin, Kikki Danielsson och Elisabeth Andreasson, Mats Rådberg, Bosse Parnevik
- 22 oktober 1982 - Randy Crawford
- 29 oktober 1982 - Dionne Warwick testade hjortronsylt,  Mighty Band framförde Var skall vi sova i natt (Lasse Holm spelade keyboard).
- 5 november 1982 - Sickan Carlsson, Tommy Körberg, After Dark, Jacob Dahlin
- 19 november 1982 - John Denver, Abba
- 26 november 1982 - Carl-Gustaf Lindstedt
- 3 december 1982 - Sune Mangs, Gösta Ekman, Lena Nyman
- 10 december 1982 - Mireille Mathieu, Gösta Ekman
- 17 december 1982 - Sven-Bertil Taube, Lasse Åberg, Brasse Brännström

## Medverkande andra säsongen
- 11 februari 1983 - Lena Nyman, danska gruppen Shu-Bi-Dua
- 18 februari 1983 - Ernst-Hugo Järegård och Jan-Olof Strandberg
- 4 mars 1983 - Björn Skifs
- 18 mars 1983 - Carola Häggkvist sjunger Oh Mickey. Bandad intervju med David Bowie
- 25 mars 1983 - Svante Thuresson. Intervju med Magnus Härenstam, Brasse Brännström och Lasse Hallström
- 1 april 1983 - Monica Zetterlund, Thommy Berggren
- 8 april 1983 - Per Gessle, pianisten Per-Erik Hallin, popgruppen Chattanooga
- 15 april 1983 - Staffan Scheja, jazzsångerskan Monica Borrfors
- 22 april 1983 - Agnetha Fältskog, Jerry Williams, Jacob Dahlin intervjuar och låt ryska sångerskan Alla Pugatjova
- I ett av programmen medverkade prästen Lars "Sumpen" Sundbom och hans tradjazzband Sumpen's Swingsters. Gruppen spelade i studion. Man filmade en del av gudstjänsten i Floda kyrka i Södermanland, där Sundbom då var kyrkoherde på fastlagssöndagen 1983. Dessutom intervjuades Sundbom på sin expedition i prästgården.

## Medverkande tredje säsongen
- 23 september 1983 - Barry Manilow, Magnus Uggla, Totte Wallin
- 30 september 1983 - John Travolta, Birgitta Andersson, Loa Falkman
- 7 oktober 1983 - José Feliciano, prins Bertil
- 14 oktober 1983 - Isabella Rossellini, Bonnie Tyler, Dizzie Tunes
- 21 oktober 1983 - Jan Malmsjö, Jahn Teigen, Anita Skorgan
- 28 oktober 1983 - Evabritt Strandberg, Tommy Körberg, Bosse Parnevik, Elisabeth Andreasson
- 4 november 1983 - Carola Häggkvist och Adolf Fredriks musikklasser
- 11 november 1983 - Gazebo, Michael Palin, Sten-Åke Cederhök
- 18 november 1983 - Irene Cara med ledmotivet Fame från filmen Fame, Magnus Härenstam, Margaretha Krook
- 25 november 1983 - Hasse Alfredson och Tage Danielsson; Elaine Paige, Papa Freuds, Benny Andersson, Björn Ulvaeus och Tim Rice berättar om musikalen Chess

## Medverkande fjärde säsongen
- 24 februari 1984 - Bette Midler
- 2 mars 1984 - Intervju med Mel Brooks, engelska gruppen Flying Pickets, Sylvia Lindenstrand
- 9 mars 1984 - Bröderna Herrey, engelska rockgruppen Slade
- 16 mars 1984 - Tracey Ullman, Povel Ramel
- 23 mars 1984 - Ingmar Nordströms, rapgruppen Break Machine, Jarl Kulle
- 30 mars 1984 - Björn Afzelius, engelska gruppen Matt Bianco, elbasisten Jonas Hellborg
- 6 april 1984 - Hjördis Petterson, Nils Landgren
- 13 april 1984 - Max von Sydow, amerikanska sångerskan Patti Austin, Tomas Ledin och Carola Häggkvist

### Fotnoter
1. ↑  ”Sven Melander gör sin Berra i musikalen - P4 Extra”. http://sverigesradio.se/sida/artikel.aspx?programid=2151&artikel=6282904. Läst 20 oktober 2015.
2. ↑  Videoklipp: Ballongdansen i Nöjesmaskinen 1982. SVT Öppet arkiv.
3. ↑  http://www.youtube.com/watch?v=yV1q-9_g-mM
4. ↑  Gradvall et al 2009, nr. 614